# Mark Brusse
Mark Brusse (Alkmaar, 25 juli 1937) is een Nederlands beeldhouwer, schilder en graficus. 

## Leven en werk
Mark Brusse is een zoon van auteur en journalist Marie Joseph Brusse en Cornélie Weidema en een broer van journalist Peter Brusse, alsook halfbroer van acteur Kees Brusse, cineast Ytzen Brusse, architect Henk Brusse en journalist Jan Brusse. Zijn ooms Willy en Jo Brusse waren de eigenaars van W.L. & J. Brusse's Uitgeversmaatschappij in Rotterdam
Op zeventienjarige leeftijd ging Brusse studeren aan de Kunstacademie in Arnhem. Vanaf 1960, sinds zijn studie aan de Hogeschool voor de Kunsten in Arnhem, woont hij vrijwel permanent in Parijs. Hij kreeg daar in die tijd een contract bij een galerie, die band verbrak hij spoedig weer omdat hij naar Amerika wilde. Via Cees Nooteboom kwam hij aan een beurs en hij vertrok in 1965 naar New York, waar hij environments vervaardigde die hij occupation de l'éspace noemt. In New York maakte hij kennis met kunstenaars als Andy Warhol, Roy Lichtenstein en Larry Rivers. Een creatie van Mark Brusse genaamd Hommage à Piet Mondriaan uit 1965 is opgenomen in de collectie van het Stedelijk Museum Amsterdam). In 1970 verbleef hij in Berlijn.
Japan is voor Brusse van grote betekenis geweest. In 1983 was hij drie maanden in Tokio. In een korte periode kwamen de tekeningen en collages, die al eerder een belangrijke rol in zijn werk gingen spelen, tot een hoogtepunt. Anders dan zijn Parijse tekeningen en collages, stralen deze in Japan gemaakte werken grote rust uit; de composities zijn sober, evenals het gebruikte materiaal. Hij verbleef ook in het Japanse dorp Kakunodate, waar hij op zoek ging naar de waarheid over de in 1749 geboren kunstenaar Odano die als jonge man stierf. Brusse beschreef zijn belevenissen daar in een aantal dagboekachtige brieven. Deze brieven zijn gebundeld in het boek Het Hart van Odano. Na Japan ging hij naar Korea waarna bij terugkeer rond 1990 een grote reeks grootformaat werken op speciaal Koreaans papier ontstonden. Als graficus produceert hij prentseries vooral in lithografie en in gemengde techniek.
Brusse woont en werkt in Parijs in de wijk Montparnasse. Op Schiphol staat een door hem ontworpen meetingpoint; een zwarte stenen sokkel met zitbanken rondom een hoge vierkante zuil bekroond door twee reusachtige klompen. 

## Tentoonstellingen
- 1989 Klaas Gubbels Schilderijen / Mark Brusse Beelden, Museum Arnhem
- 2021-2022 Shapes of Silence, Museum Beelden aan Zee

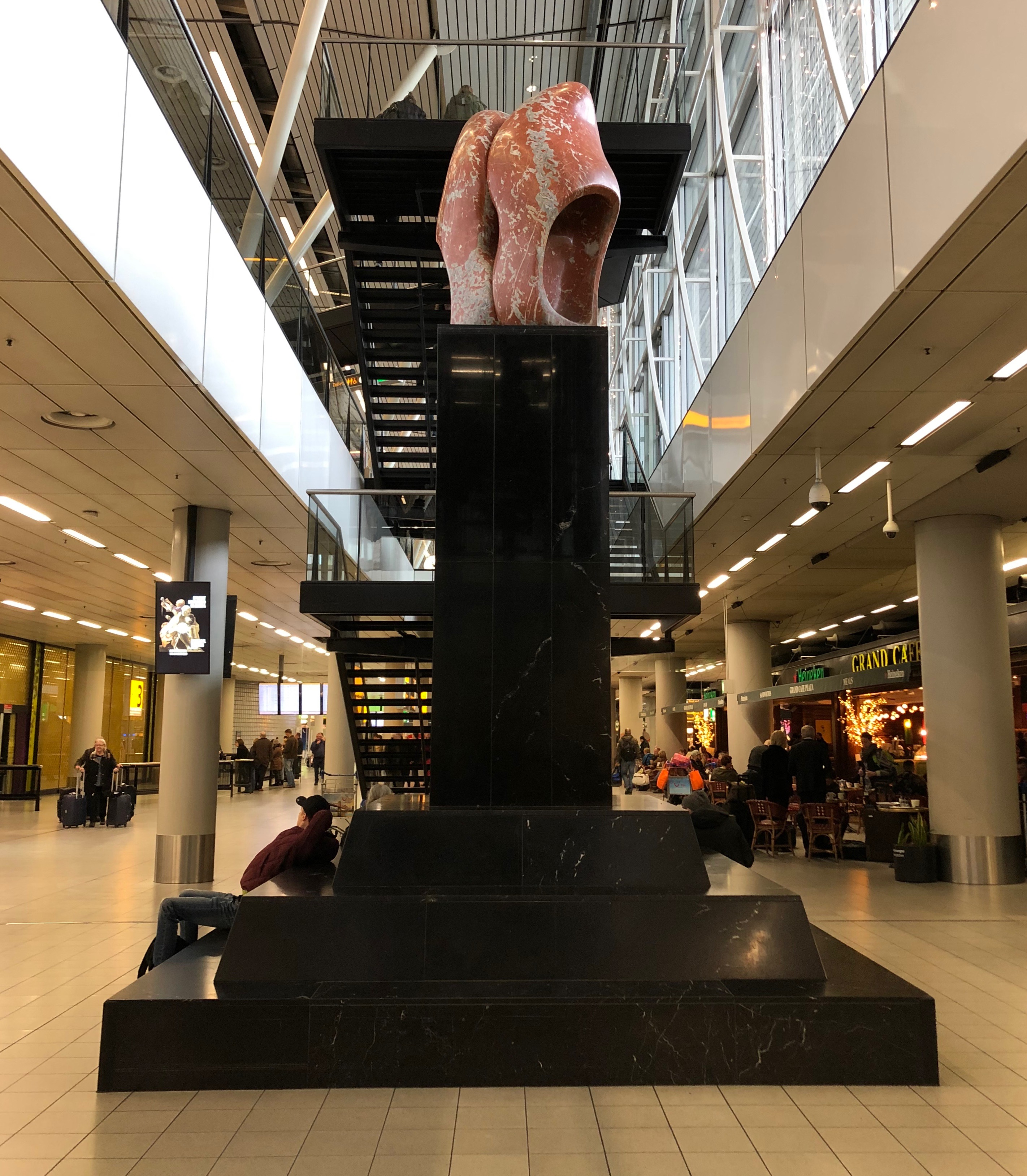
I meet you, 1993 meeting point op Schiphol
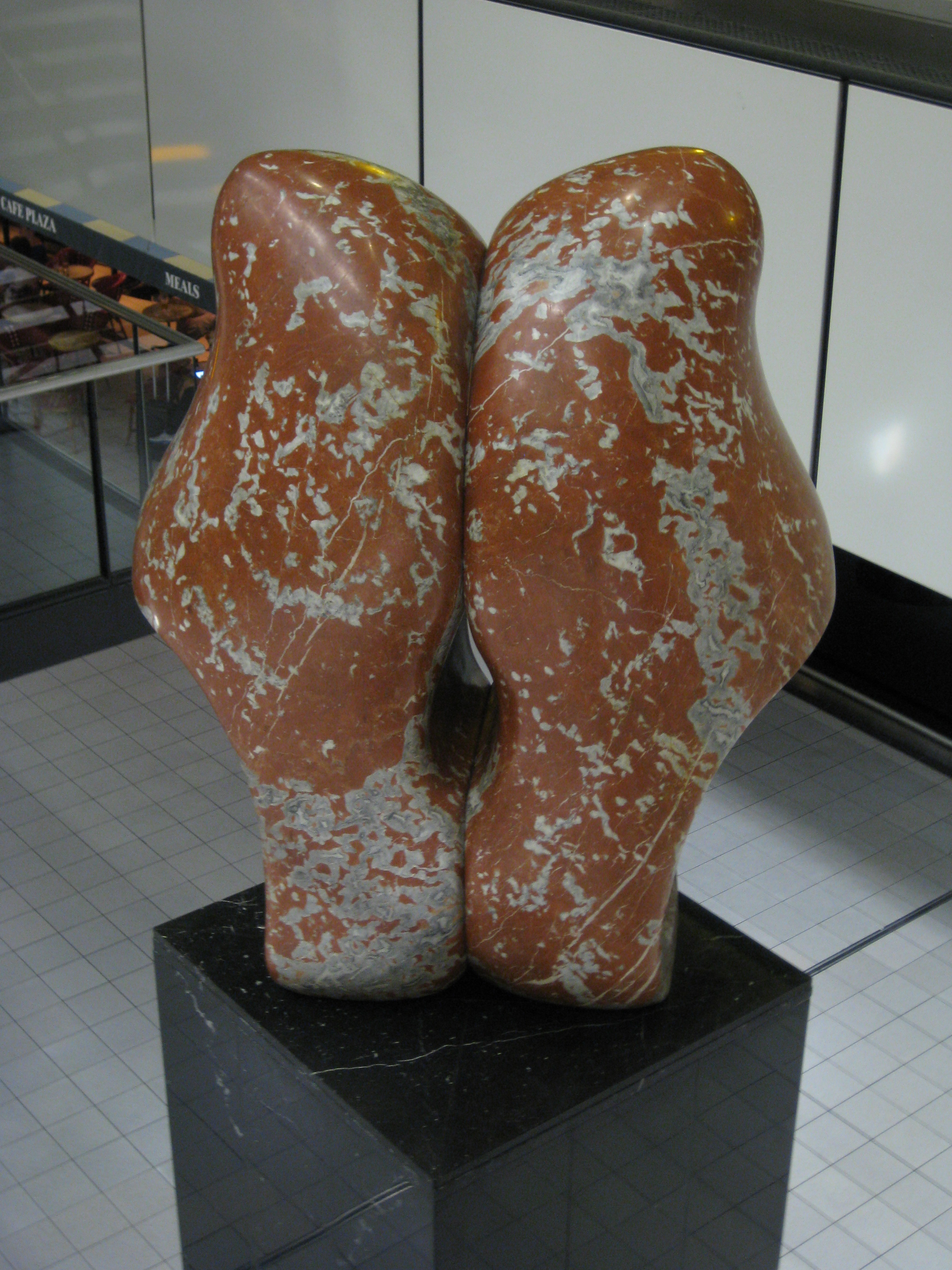
I meet you, 1993, detail: supersize klompen